# Jude Demorest
Claire Jude Demorest (ur. 11 marca 1992) – amerykańska aktorka, piosenkarka i autorka tekstów piosenek.

## Życiorys
Jude Demorest urodziła się w Detroit, w stanie Michigan i pochodzi z bardzo religijnej rodziny. W wieku 16 lat przeprowadziła się do Los Angeles, gdzie podpisała kontrakt z amerykańską wytwórnią muzyczną Epic Records pod kierownictwem kultowego producenta L.A. Reida.

## Kariera
W 2009 roku Jude wystąpiła po raz pierwszy w filmie krótkometrażowym pt. History of Made Up Things. W serialu Dallas miała powtarzającą się rolę i opuściła produkcję po sześciu występach. W 2016 roku amerykański producent i reżyser Lee Daniels przeprowadził ogólnokrajowy casting to serialu Star. Jude Demorest wzięła udział w łącznie dziesięciu przesłuchaniach i ostatecznie otrzymała rolę Star Davis.
W 2016 roku współtworzyła tekst piosenki Work from Home amerykańskiego girlsband Fifth Harmony, a rok później do ich piosenki pt. Down.

## Życie prywatne
24 kwietnia 2016 roku wzięła ślub z amerykańskim kompozytorem i producentem muzycznym Ammo. 4 września 2018 roku poinformowała na Instagramie, że jest w ciąży, a 11 listopada tego samego roku urodziła syna. 14 czerwca 2021 urodziła drugiego syna. 1 stycznia 2024 ogłoszono, że wraz z mężem spodziewa się trzeciego dziecka. 6 kwietnia 2024 roku urodziła córkę.
Jude była druhną na ślubie aktorki Brittany O’Grady, z którą pracowała na planie serialu Star.